# 10104 Hoburgsgubben
10104 Hoburgsgubben è un asteroide della fascia principale. Scoperto nel 1992, presenta un'orbita caratterizzata da un semiasse maggiore pari a 2,3336940 UA e da un'eccentricità di 0,0762712, inclinata di 2,61314° rispetto all'eclittica.